# Juramentado

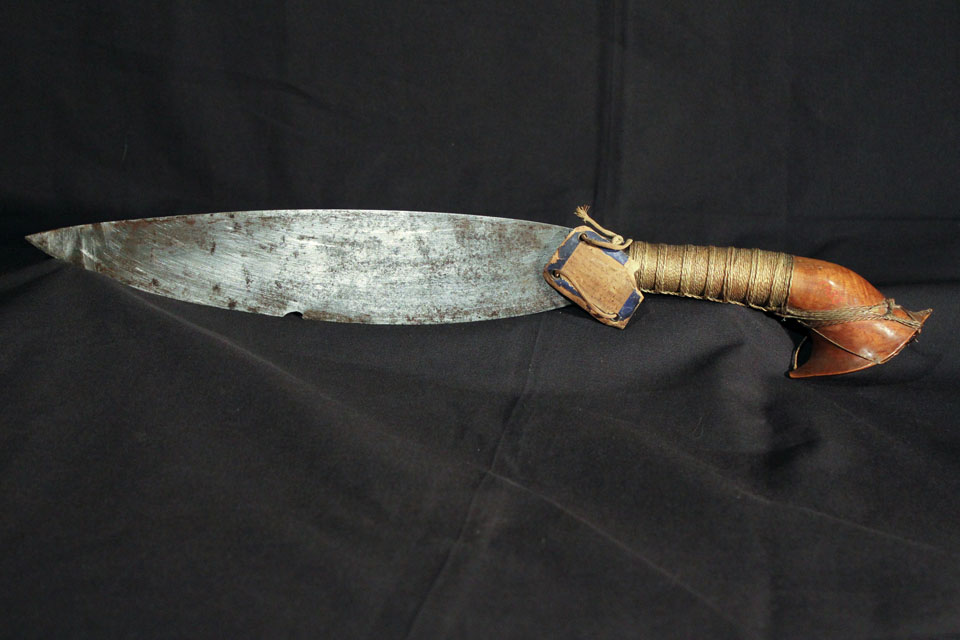
El barong de un juramentado (1888).

Un juramentado hace referencia, en la historia filipina, a un asesino suicida de la etnia joloana que atacaba y mataba soldados y policías cristianos, esperando que lo mataran, buscando el martirio como forma poco ortodoxa de yihad personal. A diferencia de un amok, que cometía actos de violencia aleatoria contra musulmanes y no-musulmanes indistintamente, un juramentado era un asesino dedicado, premeditado y a veces altamente especializado que se preparaba mediante un ritual de unión, afeitado y oración para conseguir un asesinato religioso, público y armado sólo con armas blancas.
Durante generaciones, tribus bélicas de moros habían conseguido impedir a España controlar totalmente las áreas alrededor de Mindanao y el archipiélago de Joló, desarrollando una reputación como notables marinos, estrategas navales y guerreros feroces. Mientras que las fuerzas moras nunca podrían igualar la potencia de fuego , estas bandas utilizan la inteligencia, la audacia y la movilidad para atacar fuertemente las defensas de los objetivos y derrotar rápidamente a los más vulnerables. El juramentado tenía una táctica de guerra asimétrica.

## Etimología y uso
Juramentado es un término arcaico derivado de la palabra española juramentar, es decir aquel  que hace un juramento.
Algunas fuentes relacionan los amoks (del término Malai "fuera de control") y los juramentados como síndromes culturales específicos similares, mientras que otros identifican diferencias en el estado de mentalización y preparación religiosa. La acción de se puede definir como "ir juramentado" o "correr juramentado."
Los oficiales del Ejército de los EE. UU. que habían servido en Bangsamoro incorporaron el modismo a su propio vocabulario, pero a menudo lo asimilaban con el conjunto de los moros. En sus memorias, el abogado del Servicio del Aire del Ejército Benjamin D. Foulois hablaba de su rival del Servicio del Aire, Billy Mitchell, diciendo: "Se ha vuelto fanático como los moros de las Filipinas. Se ha convertido en un juramentado y está a punto de correr amok."

## Historia
El término juramentado fue acuñado por José Malcampo, durante la ocupación española de la isla de Joló en 1876, pero los moros ya habían hecho estos ataques personales durante muchos años. Durante la guerra hispano-estadounidense los juramentados eran cuestionados por los medios de comunicación estadounidenses, algunas fuentes oficiales encontraron pocos casos documentados. En 1903, el comandante local del Ejército de los Estados Unidos, Leonard Wood, envió un informe al Gobernador de las Filipinas William Howard Taft indicando que los juramentados eran "un crimen demasiado repetido." Casi cuarenta años más tarde, en vísperas de la invasión japonesa de las Filipinas a comienzos de la Segunda Guerra Mundial, la revista Time informaba de ataques de juramentados en Joló.
Los moros juramentados realizaban ataques suicidas contra las tropas japonesas. Los japoneses estaban entre los enemigos contra los cuales los moros juramentados atacaban, pero también lo hacían contra los españoles, estadounidenses y filipinos, mientras que nunca atacaron a los chinos, puesto que China no era considerada enemiga del pueblo moro. Los japoneses respondieron a los ataques suicidas masacrando todos los familiares del atacante.

## Camino al paraíso
Los candidatos, conocidos como mag-sabil, "que soportan los males de la muerte", eran seleccionados entre la juventud musulmana inspirada al martirio por la enseñanza de los imanes. Los padres eran consultados antes de que los jóvenes fueran autorizados por el sultán para ser formados y entrenados para el Parang-sabil (el camino al Paraíso). Después de un juramento, con la mano sobre el Corán, el elegido tomaba un baño ritual, se afeitaba todo el vello corporal, y las cejas se recortaban para parecerse a "una luna de dos días."
Una banda fuerte se le envolvía firmemente alrededor de la cintura, y unos cordones se ligaban fuertemente alrededor de los genitales, tobillos, rodillas, parte alta de los muslos, muñecas, codos, y hombros, restringiendo el flujo de sangre e impidiendo al mag-sabil perder demasiada sangre en caso de lesión antes de cumplir su horrible tarea. Vestido con ropa blanca y turbante, el joven escogido afilaba y pulía sus armas antes de la acción.
En el momento del ataque, el mag-sabil se acercaría a un grupo grande de cristianos al grito "La ilaha il-la'l-lahu" ("no hay más dios que Alá"), armado con el kris o el barong y corriendo hacia el grupo, asesinando y mutilando tantas víctimas como fuera posible en el tiempo que le reste hasta que lo maten. El verdadero creyente se enfrenta a un dilema teológico, ya que el suicidio está prohibido por el Corán. En el improbable caso de que el mag-sabil sobreviva a su ataque, se creía que su cuerpo iría al paraíso después de 40 años.